# Prisoners of the Sun (videogioco)
Prisoners of the Sun è un  videogioco blandamente ispirato ai fumetti  Le sette sfere di cristallo e Il tempio del sole dalla serie Le avventure di Tintin di  Hergé. Disponibile per SNES, Windows, Game Boy e Game Boy Color dal 1995 sino al 2000.

## Meccanica di gioco
La meccanica di gioco rassomiglia agli altri due giochi dedicati a Tintin - Tintin in Tibet e Tintin: Destination Adventure. In seguito verranno riprese anche per Le avventure di Tintin - Il segreto dell'Unicorno.